# Zoilo II

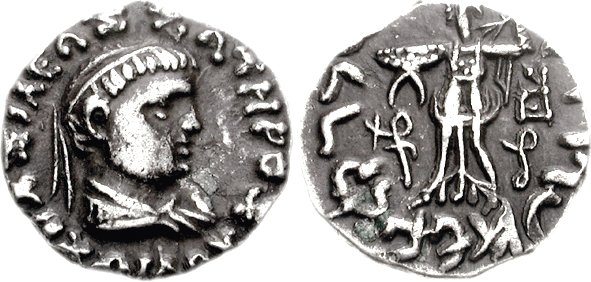
Moneda de Zoilo II Soter

Zoilos II Soter (griego: Ζωίλος Β΄ ὁ Σωτήρ; el epíteto significa Salvador) fue un rey indogriego que gobernó en el Punyab oriental. Bopearachchi data su reinado en c. 55–35 a. C., una fecha aproximadamente apoyada por R. C. Sénior. El nombre es a menudo latinizado como Zoilus. Es posible que algunas de sus monedas fueran emitidas por un rey separado, Zoilo III. 

## Gobierno
Parece haber sido uno de los gobernantes que sucedieron al último rey importante indogriego, Apolodoto II el Grande en las partes orientales de su reino primitivo. Todos estos reyes utilizan el mismo símbolo, como Apolodoto II, la Pallas Athene guerrera introducida por Menandro I, y normalmente también el mismo epíteto, Soter. Es por tanto posible que pertenecieron a la misma dinastía, y Zoilo II también podría haber estado relacionado con un rey anterior, Zoilo I, pero la carencia de fuentes escritas hace inciertas tales conjeturas.
Puede haber sido el aliado bactriano de Marco Antonio y Cleopatra VII, referido por Virgilio en su visión de la Batalla de Accio en la Eneida, Bk.VIII, 688: 

Hinc ope barbarica variisque Antonius armis,
victor ab Aurorae populis et litore rubro,
Aegyptum viresque Orientis et ultima secum
Bactra vehit.

(Antonio, con riqueza bárbara y armas extrañas, conquistador de los pueblos orientales y las orillas indias, trayendo a Egipto, 
y el poder del Oriente con él, y la más lejana Bactriana).

## Monedas de Zoilo II
Zoilo II emitió dracmas de plata, con su retrato con diadema y Pallas Athene, de estilo bastante crudo, y dos clases de bronces en varias denominaciones: Apolo, con trípode y elefante pequeño, y Elefante y trípode.

## Zoilos III, ¿un rey separado?
Los retratos atribuidos a Zoilo II podrían ser divididos en dos grupos; uno describiendo un hombre calvo de mejillas hundidas, y el otro, un hombre al parecer más joven, con flequillo y mejillas redondas. Como la evidencia numismática indica que los retratos más jóvenes son posteriores, la investigación reciente ha sugerido que deben ser atribuidos a un rey más joven, Zoilo III Soter, que entonces habría sido un hijo y sucesor del Zoilo más viejo.

## Monogramas

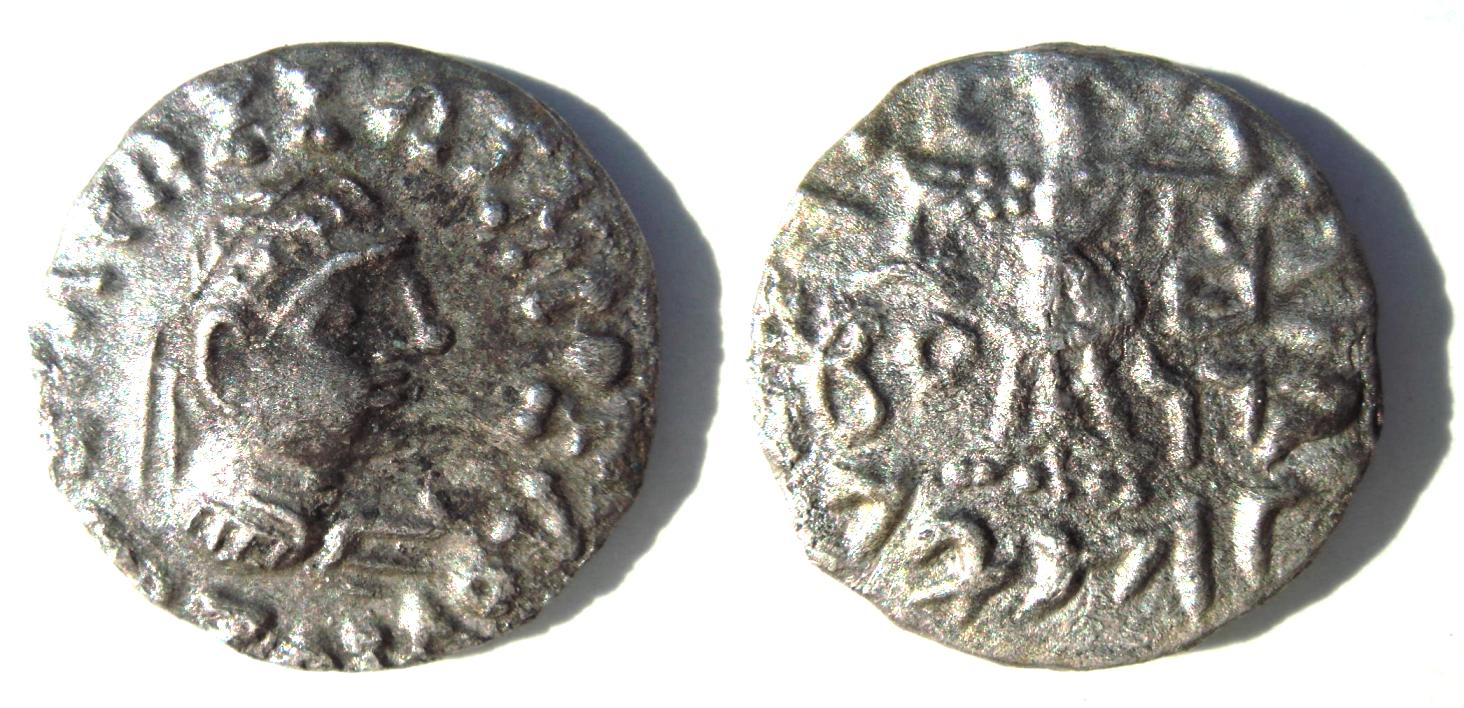
Moneda de Zoilos II o Zoilus III, retrato más joven.

Muchos de los monogramas en las monedas de Zoilo II están en karosti, indicando que eran probablemente hechos por un monedero indio. Esto es una característico de varios de los reyes indogriegos del Punjab oriental, como Estratón I, Apolodoto II, y a veces Apolofanes y Dionisio. Además, el monograma es a menudo idéntico en sus monedas, indicando que el monedero, o el lugar de la ceca, era el mismo.
Las monedas de Zoilo II combinan monogramas griegos con otros Karosti, lo que indica que algunos de los celadores pueden haber sido indios nativos. Los monogramas Karosti son las letras para: sti, ji, ra, ga, gri, ha, stri, ri, bu, un, di, stra, y śi. Los tipos Apolo/trípode y Elefante/trípode sólo tienen momnogramas karosti, mientras que los tipos de retrato normalmente tienen combinaciones de monogramas griegos y karosti.

## Sobreacuñaciones
Una moneda de Zoilo II fue sobreacuñada sobre otra de Apollodotus II.